# Kaškovice
Kaškovice je malá vesnice, část obce Frýdštejn v okrese Jablonec nad Nisou. Nachází se asi dva kilometry jihozápadně od Frýdštejna. Kaškovice leží v katastrálním území Frýdštejn o výměře 7,1 km².

## Historie
První písemná zmínka o vesnici pochází z roku 1543.